# Karl Fochler
Karl Fochler (23 maggio 1898 – 23 maggio 1982) è stato un attore austriaco.

## Biografia
Fochler lavorò come attore teatrale al Teatro di Josefstadt di Vienna. Lì fu un membro permanente dell'ensemble per molti anni.
I suoi ruoli teatrali negli anni '50 includono il conte Montacuto in La successione di Cristo di Max Mell, Dr. Ströhle nella commedia Jean von Ladislaus di Bus-Fekete, Sheppard nel dramma storico Johanna from Lorraine di Maxwell Anderson, Trapu (amico di Manon) nell'operetta A Woman Who Knows What She Wants di Oscar Straus (tutte le stagioni 1953/1954), avvocato e Lindboe nella commedia Hokuspokus di Curt Goetz, Southard in Ammutinamento sulla Caine di Herman Wouk e Miguel nella commedia Mariana Pineda di Federico García Lorca (tutte le stagioni 1954/1955).
Fochler prese parte a numerose produzioni cinematografiche tedesche e austriache dalla fine degli anni '30, tra cui il conte Alajos Károlyi nel film di propaganda nazista Bismarck (1940), come tenente colonnello Prokop nel film storico Trenck, der Pandur (1940) e, in un ruolo minore, nel film di propaganda anti-britannica Titanic (1943).
Karl Fochler divenne noto come Conte Grünne come attore cinematografico dopo la seconda guerra mondiale, tra le altre cose attraverso i film di Sissi.
Dagli anni '60, Fochler ha lavorato anche per la televisione; in particolare, ha recitato in diverse serie televisive austriache, come Le avventure del buon soldato Schwejk (1972) e Hallo –Hotel Sacher... Portiere! (1974).

## Teatro (parziale)
- La successione di Cristo di Max Mell
- Jean von Ladislaus di Bus-Fekete
- Johanna from Lorraine di Maxwell Anderson
- Hokuspokus di Curt Goetz

## Filmografia

### Cinema
- Togger, regia di Jürgen von Alten (1937)

- Non promettermi nulla (Versprich mir nichts!), regia di Wolfgang Liebeneiner (1937) - non accreditato
- Yvette, regia di Wolfgang Liebeneiner (1938)
- Tu ed io (Du und ich), regia di Wolfgang Liebeneiner (1938)
- Il quarto non arriva (Der vierte kommt nicht), regia di Max W. Kimmich (1939)
- Evtl. spätere Heirat nicht ausgeschlossen, regia di Jürgen von Alten - cortometraggio (1939)
- Il ribelle della montagna (Der Feuerteufel), regia di Luis Trenker (1940)
- La stella di Rio (Stern von Rio), regia di Karl Anton (1940)
- Capitano di ventura (Trenck, der Pandur), regia di Herbert Selpin (1940)
- Allegri vagabondi (Die lustigen Vagabunden), regia di Jürgen von Alten (1940) - non accreditato
- Bismarck, il cancelliere di ferro (Bismarck), regia di Wolfgang Liebeneiner (1940)
- Kopf hoch, Johannes!, regia di Viktor de Kowa (1941)
- L'amante del granduca (Die heimliche Gräfin), regia di Géza von Bolváry (1942)
- La tragedia del Titanic (Titanic), regia di Herbert Selpin e Werner Klingler (1943) - non accreditato
- Wer küßt wen?, regia di Wolf-Dietrich Friese (1947)
- Märchen vom Glück, regia di Arthur De Glahs (1949)
- Das Herz einer Frau, regia di Georg Jacoby (1951)
- Abenteuer im Schloss,regia di Rudolf Steinboeck (1952)
- Danzerò con te tra le stelle (Hannerl: Ich tanze mit Dir in den Himmel hinein), regia di Ernst Marischka (1952)
- Die Regimentstochter, regia di Günther Haenel e Georg C. Klaren (1953)
- Bel-Ami Der Frauenheld von Paris, regia di Louis Daquin (1955)
- Il congresso si diverte (Der Kongreß tanzt), regia di Franz Antel (1955)
- La principessa Sissi (Sissi), regia di Ernst Marischka (1955)
- Sonnenschein und Wolkenbruch,regia di Rudolf Nussgruber (1955)
- Liebe, die den Kopf verliert, regia di Thomas Engel (1956)
- Sissi - La giovane imperatrice (Sissi - Die junge Kaiserin), regia di Ernst Marischka (1956)
- Die Winzerin von Langenlois, regia di Hans H. König (1957)
- Wie schön, daß es dich gibt, regia di Thomas Engel (1957)
- Destino di una imperatrice (Sissi - Schicksalsjahre einer Kaiserin), regia di Ernst Marischka (1957)
- Il bravo soldato Schwejk (Der brave Soldat Schwejk), regia di Axel von Ambesser (1960) - non accreditato
- Sooo nicht, meine Herren, regia di Michael Burk (1960)
- Schlagerrevue 1962, regia di Thomas Engel (1961)
- Stationschef Fallmerayer, regia di Walter Davy (1976)

### Televisione
- Spiel im Schloß, regia di Hans Jaray - film TV (1957)
- Der schönste Tag, regia di Werner Kraut - film TV (1958)
- Der Talisman, regia di Heinrich Schnitzler - film TV (1958)
- Die Conways und die Zeit, regia di Theodor Grädler - film TV (1958)
- Der Fall Pinedus, regia di Theodor Grädler - film TV (1959)
- Ich heiße Robert Guiscard, regia di Herbert Fuchs - film TV (1960)
- Gehört sich das? - serie TV, 2 episodi (1960)
- Höllenangst, regia di Axel von Ambesser - film TV (1961)
- Alle meine Söhne, regia di Hermann Lanske - film TV (1962)
- Der kleine Lord, regia di Karl Stanzl - film TV (1962)
- Die verhängnisvolle Faschingsnacht, regia di Karl Stanzl - film TV (1962)
- Alles gerettet, regia di Erich Neuberg - film TV (1963)
- Telefonische Warnung, regia di Brandon Fleming - film TV (1963)
- König Cymbelin, regia di Otto Anton Eder - film TV (1964)
- Die Schule der Frauen (L'ècole des femmes), regia di Otto Anton Eder - film TV (1964)
- Eine Frau ohne Bedeutung, regia di Wolfgang Glück - film TV (1964)
- Donaug'schichten - serie TV, 5 episodi (1965-1966)
- Pater Brown - serie TV, episodio 1x06 (1966)
- Prinz und Betteljunge, regia di Otto Anton Eder - film TV (1966)
- Die venezianischen Zwillinge, regia di Hermann Lanske - film TV (1966)
- Der Gürtel, regia di Frank Guthke - film TV (1967)
- Spaghetti, regia di Walter Davy - film TV (1968)
- Die Begnadigung, regia di Otto Tausig - film TV (1968)
- Der Feldmarschall, regia di Hermann Kutscher - film TV (1968)
- Das Lamm, regia di Herbert Fuchs - film TV (1969)
- Die Sommerfrische, regia di Peter Beauvais - film TV (1969)
- Die Enthüllung, regia di Theodor Grädler - film TV (1969)
- Zwei aus Verona, regia di Wolfgang Lesowsky - film TV (1969)
- Rebell in der Soutane, regia di Jörg A. Eggers - film TV (1970)
- Das Geld liegt auf der Bank, regia di Herbert Fuchs - film TV (1970)
- Der Kurier der Kaiserin - serie TV, episodio 1x01 (1970)
- Die Abenteuer des braven Soldaten Schwejk - serie TV, episodio 1x08 (1972)
- Alles was Flügel hat fliegt, regia di Peter Loos - film TV (1973)
- Arsenio Lupin (Arsène Lupin) - serie TV, episodio 2x09 (1974)
- Hallo - Hotel Sacher ... Portier! - serie TV, episodio 2x02 (1974)
- Der Mann, der sich nicht traut, regia di Jürgen Wölffer e Hermann Lanske - film TV (1975)
- Ein Badeunfall, regia di Fritz Umgelter - film TV (1976)
- Brennendes Geheimnis, regia di Wilm ten Haaf - film TV (1977)
- Abendlicht, regia di Edwin Zbonek - film TV (1977)
- Hiob - miniserie TV, episodio 1x02 (1978)
- Die Bräute des Kurt Roidl, regia di Gernot Friedel - film TV (1979)
- Tatort - serie TV, episodio 1x117 (1980)
- Land, das meine Sprache spricht, regia di Michael Kehlmann - film TV (1980)
- Egon Schiele, regia di John Goldschmidt - film TV (1980)
- Der Schüler Gerber, regia di Wolfgang Glück - film TV (1981)
- Familie Merian - serie TV, 9 episodi (1980-1984)